# Stuart Lewis-Evans
Stuart Lewis-Evans és un pilot de Fórmula 1 nascut a Luton (Anglaterra). Va morir a East Grinstead, Sussex (Anglaterra) l'any 1958.
Va debutar a la Fórmula 1 al Gran Premi de Mònaco el 19 de maig de 1957 corrent amb l'escuderia Vanwall a la que no abandonaria en la seva trajectòria a la fórmula 1. En aquest gran premi va aconseguir un quart lloc final, que va ser la millor classificació que va assolir en tota la temporada.
L'any següent, 1958, va córrer tota la temporada sencera, amb un tercer lloc als grans premis de Bèlgica i Portugal i un quart al gran premi de casa seva Gran Bretanya com a millors resultats.
Per desgràcia, a l'últim gran premi de la temporada (el GP del Marroc) que es corria per primera vegada (i última) al Marroc va tenir un fatal accident del qual va morir sis dies després.

## Palmarès
- Curses : 14
- Podis : 2 (2 tercers)
- Poles : 2
- Punts al campionat del món de pilots : 16